# Daniel von Röhlen
Daniel von Röhlen var en tysk-svensk konterfejare verksam under 1600-talets senare del.
Han var son till Peter von Röhlen och troligen broder till Christian von Röhlen. Han ingick äktenskap med Maria Gregersdotter från Kalmar. Röhlen är känd under namnen Daniel konterfejare och Daniel målare eftersom han har beskrivits under olika namn i kyrkoräkenskaperna i de församlingar han utfört arbeten För Urshults kyrka i Kronobergs län utförde han en predikstol 1674. Han erhöll burskap i Göteborg 23 april 1675 och man antar att han utförde målningar i koret i Torslanda kyrka på Hisingen 1693 eftersom det nämns i kyrkoräkenskaperna att måhlerskan Margretta von Röhlen erhållit 30 daler silvermynt för utfört arbete, detta tyder på att Maria Gregersdotter efter makens död uppburit honorar eller fortsatt måleriverkstaden.  